# ريناتو كوستا
ريناتو كوستا هو لاعب كرة قدم برازيلي في مركز الوسط، ولد في 12 فبراير 1948 في باهيا في البرازيل. لعب مع سان أنطونيو ثاندر.